# Dreslingen
Dreslingen ist ein Ort von 106 Ortschaften der Gemeinde Reichshof im Oberbergischen Kreis im nordrhein-westfälischen Regierungsbezirk Köln in Deutschland.

## Lage und Beschreibung
Dreslingen liegt südöstlich von Denklingen, die nächstgelegenen Zentren sind Gummersbach (31 km nordwestlich), Köln (65 km westlich) und Siegen (48 km südöstlich), die Wiehltalsperre liegt etwa 4 km nördlich des Ortes.

## Geschichte

### Erstnennung
1467 wurde der Ort das erste Mal urkundlich erwähnt, und zwar: „Die Linde zu Dreiselingen sind in einem Grenzumgang erwähnt.“ 
Schreibweise der Erstnennung: Dreiselingen
| Bevölkerungsentwicklung | Bevölkerungsentwicklung |
| Jahr                    | Einwohner               |
| ----------------------- | ----------------------- |
| 1991                    | 39                      |
| 2005                    | 68                      |
| 2006                    | 62                      |
| 2008                    | 63                      |
| 2017                    | 58                      |
| 2018                    | 61                      |
| 2019                    | 58                      |